# Gebonden morfeem
Een gebonden morfeem is in de taalkunde een morfeem dat niet zelfstandig kan functioneren.

## Gebonden en vrije morfemen
Morfemen zijn de kleinste basiseenheden waaruit woorden bestaan, en die nog een eigen betekenis hebben.

### Vrije morfemen
Sommige van die morfemen kunnen ook als zelfstandig woord voorkomen; dat zijn "vrije" morfemen.
- wet|boek bestaat uit twee vrije morfemen:
zowel wet als boek is een morfeem, want beide hebben een eigen betekenis
zowel wet als boek zijn vrij, want ze kunnen ook zelfstandig voorkomen.

Een combinatie van twee of meer vrije morfemen heet in de taalkunde een samenstelling.

### Gebonden morfemen
Andere morfemen worden niet zelfstandig aangetroffen, maar uitsluitend in groter woordverband.
- wett|ig bestaat uit twee morfemen:
zowel wet ("bindende regel") als -ig ("overeenkomstig") heeft immers een eigen betekenis
maar wet is vrij, terwijl -ig gebonden is; het kan niet zelfstandig voorkomen..

Een combinatie van een vrij morfeem met een gebonden morfeem heet in de taalkunde een afleiding. Gebonden morfemen komen alleen voor in combinatie met vrije morfemen: een afleiding bevat altijd ten minste één vrij morfeem.

### Meergelede woorden
Een Nederlands woord kan echter uit meer dan twee morfemen bestaan.
- struik|rov|er|s heeft vier morfemen.
De eerste twee zijn vrij. Weliswaar heeft roof een vormverandering ondergaan tot rov-, maar dit betreft uitsluitend een klankwet: tussen klinkers staat nog de v die aan het eind van een woord al eeuwenlang is verscherpt tot f.
De laatste twee morfemen zijn gebonden: ze kunnen niet zelfstandig voorkomen, maar hebben wel een eigen betekenis: -er betekent "hij die bedrijft", -s betekent "meer dan een".

Een woord als struikrovers is veeleer een samenstelling dan een afleiding. Het kan immers het eenvoudigst worden opgevat als een combinatie van struik met rovers, allebei bestaande woorden. Het ligt weinig voor de hand het te beschouwen als een combinatie van struikroof + -ers, aangezien het woord struikroof niet of nauwelijks voorkomt; in plaats daarvan gebruiken we struikroverij. Daarom is struikrover een samenstelling.

## Positie in het woord

### Plaats
Gebonden morfemen kunnen in een woord voorkomen voor of achter in een woord, maar ook tegelijk voor én achterin, of zelfs (in andere talen dan het Nederlands) binnen een ander morfeem.
- Een gebonden morfeem dat vóóraan in het woord staat, wordt een prefix ("voorvoegsel") genoemd:
onheil, co-ouder.
- Een gebonden morfeem dat achteraan in het woord staat, is hetzij een suffix ("achtervoegsel"):
kopje, zekerheid,
hetzij een buigingsuitgang:
kleine
of bij het werkwoord een vervoegingsuitgang:
huilde.
- Een gebonden morfeem dat uit een vaste combinatie van twee vormen bestaat, deels vooraan, deels achteraan het woord, wordt een circumfix genoemd:
gebergte, gehuild.
Dat de combinatie een vaste is, blijkt uit het intuïtieve inzicht dat gebergte "een samenstel van bergen" betekent; het idee van een groepering wordt daarbij uitgedrukt in ge…te. Evenzo heeft ge…t in gemaakt één ondeelbare betekenis: het vormt met de werkwoordstam maak een voltooid deelwoord.
- In allerlei talen (Semitische talen, Hongaars, Oudiers, Javaans, Tagalog) komen gebonden morfemen voor die binnen een ander morfeem staan; ze heten infixen ("invoegsels").
Het Javaanse infix -um- in een werkwoordsstam kan uitdrukken dat de handeling ongewild is: tut "achternalopen", tumut "meegaan".

### Volgorde
De onderlinge volgorde van gebonden morfemen is aan regels onderhevig. Voorbeelden:
- Het Nederlandse on- "niet" staat altijd vooraan het woord: onheil.
- Een buigingsuitgang volgt ná een achtervoegsel: water|schapp|en, donz|ig|e.

In de laatste voorbeelden zijn -schap(p)- en -ig- achtervoegsels, en uiteraard geen invoegsels: ze staan immers tussen twee morfemen in, en hebben zich niet binnen één morfeem genesteld.

## Betekenis

### Het vrije morfeem
In de meeste gelede woorden die een gebonden morfeem bevatten, is de betekenis het sterkst vertegenwoordigd in het hoofdmorfeen, het vrije morfeem dat de kern of oorsprong vormt waarvan het gelede woord is afgeleid.
- In boosheid draagt het vrije morfeem boos de hoofdbetekenis.

### Gradaties van betekenissterkte
Het gebonden morfeem kan een zeer uitgesproken betekenis hebben:
- on- in onzuiver betekent heel duidelijk "niet".

De betekenis kan echter ook nagenoeg afwezig zijn:
- -e in de goede man voegt nauwelijks betekenis toe; het is slechts een afleiding die de functie van het woord binnen de zinsbouw aanduidt ("hoort bij de-woord").

Andere gebonden morfemen hebben een betekenis die in sterkte tussen beide uitersten in ligt:
- -heid geeft een toestand aan: verlegenheid
- ont- kan het begin van een werking aanduiden: ontbranden.

### Grammaticalisatie
De betekenis van een gebonden morfeem kan in het verleden sterker aanwezig zijn geweest. Soms was het zelfs een zelfstandig woord (en daarmee per definitie een vrij morfeem): in oudere stadia van het Germaans komen varianten van heid op die manier zelfstandig voor, en het woord betekende "toestand". Dat betekent het als achtervoegsel nog, maar de betekenis is verzwakt ten gunste van de grammaticale functie. Dit verschijnsel heet grammaticalisatie.

## Andere talen
De talen van de wereld vallen ruwweg in twee typen te verdelen, de analytische en de synthetische.
- In analytische talen kunnen de morfemen merendeels ook als zelfstandig woord voorkomen. Dit taaltype maakt dus overwegend gebruik van vrije morfemen.
- In synthetische talen worden diverse betekenisaspecten in één enkel woord uitgedrukt, doorgaans door het gebruik van gebonden morfemen.

In de praktijk zijn talen zelden uitsluitend analytisch of uitsluitend synthetisch; de begrippen zijn relatief. Synthetische talen zullen echter over het algemeen meer afhankelijk zijn van gebonden morfemen dan analytische talen.
Die afhankelijkheid kan ook in de loop der tijd veranderen. Zo is in het Oudengels (een taal die tot ca. 1100 werd gebruikt, en die uiteraard alleen in geschreven vorm is overgeleverd) de mogelijkheid om vrije morfemen te combineren, opvallend. Na de komst van Willem de Veroveraar kwam de taal onder sterke Anglo-Normandische en Franse invloed te staan, en nam deze mogelijkheid af. Wel deden nieuwe gebonden morfemen hun intrede, zoals de vrouwelijke uitgang -es(se).
Diezelfde uitgang heeft ook het Nederlands aan het Frans ontleend.

## Versteende samenstellingen
Een speciaal soort gebonden morfeem vinden we in verstarde of versteende samenstellingen. Hoewel het gebonden morfeem oorspronkelijk een zelfstandig woord is geweest, herkennen we het niet langer als zodanig, en het kan ook niet meer apart voorkomen:
- sporkeboom, een boom waarvan het hout werd verzameld ("gesprokkeld"): de bast kon als laxeermiddel dienen.

Soms bevatten deze woorden echter slechts in schijn aparte morfemen. Het zijn vaak leenwoorden, die door volksetymologie zijn omgevormd, waardoor het lijkt alsof ze een bekend morfeem bevatten:
- rederijker: het woord is niet verwant met rede, maar is een verbastering van "retorieker".

In alle gevallen is het de vraag of hier wel van gebonden morfemen sprake kan zijn. Weliswaar komen de elementen in kwestie niet voor als apart woord, maar dat wil nog niet zeggen dat zij toch morfeem zijn. Doordat zij eenmalig voorkomen in de bewuste betekenis, valt dit moeilijk vast te stellen.